# 메리대구 공방전
《메리대구 공방전》은 MBC에서 2007년 5월 16일부터 2007년 7월 5일까지 방영한 수목 미니시리즈이다.
신성진의 인터넷 소설인 《한심남녀 공방전》이 원작으로, 뮤지컬 배우 지망생인 황메리와 무명 무협소설가인 강대구의 연애담을 코믹하게 엮은 명랑멜로물이다.

## 줄거리
크리스마스 이브에 태어나 메리라는 이름이 붙여진 황메리는 뮤지컬 배우를 지망하나 매번 오디션에서 떨어지고 있다. 소설가를 꿈꾸는 백수인 강대구에게는 귀여운 여자친구가 있으나, 가난하고 후줄근한 대구에게 질려가는 상태이다. 뮤지컬 관람 데이트를 갔다가 여자친구의 짜증으로 데이트를 망쳐버린 대구는 특별 이벤트로 라면을 사먹었다가 이 라면이 자기 것이라고 우기는 메리와 만나 티격태격하게 된다.

## 등장 인물

### 주요 인물
- 이하나 : 황메리 역 (아역 : 문가영)
- 지현우 : 강대구 역
- 왕빛나 : 이소란 역
- 이민우 : 선도진 역

### 그외 인물들
- 기주봉 : 메리의 아버지 역
- 이혜숙 : 메리의 어머니 역
- 김주영 : 메리의 남동생 역
- 이기열 : 소란의 아버지 역
- 김혜정 : 소란의 어머니 역
- 임주은 : 소란의 여동생 역
- 이영하 : 풍운도사 역
- 이병준 : 최황재 역
- 곽지민 : 최비단 역
- 윤현숙 : 변강미 역
- 안연홍 : 장은자 역
- 박노식 : 양가위 역
- 한다민 : 깜찍이 역
- 김용희 : 고찾사 시삽 역
- 송영규 : 출판사 사장 역
- 임채홍 : 꽁치 역
- 김동현
- 박윤배

## 수상
- 2007년 MBC 연기대상 여자 신인연기상 (이하나)[1]

## 참고자료
- 신윤동욱 기자 (2007년 6월 7일). ““하드 하나 사먹고 기운 차리면 돼” - 꽃 꽂은 여자와 빨간색 ‘추리닝’ 남자의 청춘 드라마 <메리대구 공방전>”. 한겨레21. 2007년 11월 1일에 확인함.